# Еріка Боднар
Еріка Боднар (угор. Bodnár Erika; нар. 17 березня, 1948, Будапешт, Угорщина) — угорська акторка театру і кіно.
Закінчила Академію драми та кіно у Будапешті в 1970 році.
Працює в Національному театрі Будапешту з 1974 року.
Лауреат премії імені Марі Ясаї.

## Вибіркова фільмографія
| Рік  |   | Українська назва | Оригінальна назва | Роль    |
| ---- | - | ---------------- | ----------------- | ------- |
| 1983 | ф | Нічна репетиція  |                   |         |
| 1984 | ф | Осінній альманах |                   |         |
| 2012 | ф | Білий Бог        | Fehér isten       | сусідка |